# هاك فلاتس
هاك فلاتس هو تلْ في جبال كاتسكيل في نيويورك جنوب غرب غراند جورج. يقع جبل وايت مان غرباً، تقع القِمه المستديره من الشرق إلى الشمال الشرقي، ويقع الجبل الأحمر جنوب الغرب من التلْ.